# Gothenburg (Nebraska)
Gothenburg je grad u američkoj saveznoj državi Nebraska. Prema popisu stanovništva iz 2010. u njemu je živjelo 3,574 stanovnika.